# Congregación de la Vera-Cruz (Jaén)
La Primitiva, Pontificia y Real Congregación del Santísimo Cristo de la Vera-Cruz y María Santísima de los Dolores es una congregación de varias cofradías con sede canónica en la Basílica de San Ildefonso en la ciudad de Jaén (España). Realiza su salida procesional durante la Semana Santa jiennense, en las tardes del Domingo de Ramos y del Jueves Santo.
En la actualidad la Congregación de la Vera Cruz está constituida por cinco cofradías que realizan dos salidas procesionales: la Oración en el Huerto y María Santísima de los Desamparados (procesiona el Domingo de Ramos), Jesús Preso, Santísimo Cristo de la Vera Cruz, María Santísima de los Dolores, (procesionan las tres en la tarde noche del Jueves Santo) y San Juan Evangelista (no procesiona).

## Historia
Fue fundada en mayo de 1541 en el antiguo convento de San Francisco, siendo la primera cofradía penitencial que se fundó en Jaén. Sus objetivos eran celebrar una procesión en la noche del Jueves Santo y para ello contaba con hermanos de sangre y de luz. En 1545 construyó una capilla propia. Desde ese momento obtuvo numerosas gracias espirituales otorgadas por los papas Paulo III, Paulo IV y Sixto V. En 1550 creó un hospital propio.
Llegó a ser una cofradía muy importante, llegando incluso a tener hospital propio en la calle Recogidas, la portada de la iglesia, del siglo XVIII, se encuentra a espaldas del ayuntamiento. Pese a todo, no escapó a diversas rencillas con otras hermandades de la ciudad por diversos motivos, como con la cofradía de las Cinco Llagas en 1550, y que se fusionaría a principios del siglo XVII; con la Hermandad de la Soledad en 1556 y con la del Santísimo Sacramento y Cena del Señor en 1617. En 1726 se reorganizó con la unión de varias cofradías, fundándose «Congregación de las Siete Escuadras», por las siete hermandades que la componían, eran la Santa Agonía (Oración en el Huerto), el Prendimiento, la Sentencia, la Flagelación, el Cristo de la Vera Cruz, San Juan Evangelista y N.ª S.ª de los Dolores. A ellas se sumó, en el siglo XVIII, la cofradía de la Soledad. Desde 1825 se la comenzó a conocer como la cofradía del «Señor del Trueno», por un aguacero tormentoso que cayó a la salida del crucificado.
Tras la desamortización de Mendizábal, en 1836, se trasladó a la Iglesia de San Ildefonso, donde permanece. En 1861 la reina Isabel II de España aprueba sus nuevos estatutos y le concede el título de «Real». A partir de 1840 se produce una amplia reorganización y renovación de la congregación, con un nuevo estilo y nuevas imágenes, imitando a las cofradías malagueñas y sevillanas. En 1948 construye una capilla en su sede. En noviembre de 1957 reformó sus estatutos, volviendo a hacerlo en la década de 1980.
En 2002 la Cofradía de la Oración del Huerto y María Santísima de los Desamparados comenzó a procesionar la tarde del Domingo de Ramos, dejando de hacerlo el Jueves Santo. En 2007 adquirió la imagen de María Santísima de los Desamparados. El 15 de junio de 2013, Año de la Fe, la cofradía participó en la Fides Sancti Regni con la Oración del Huerto.

### Guardia Civil

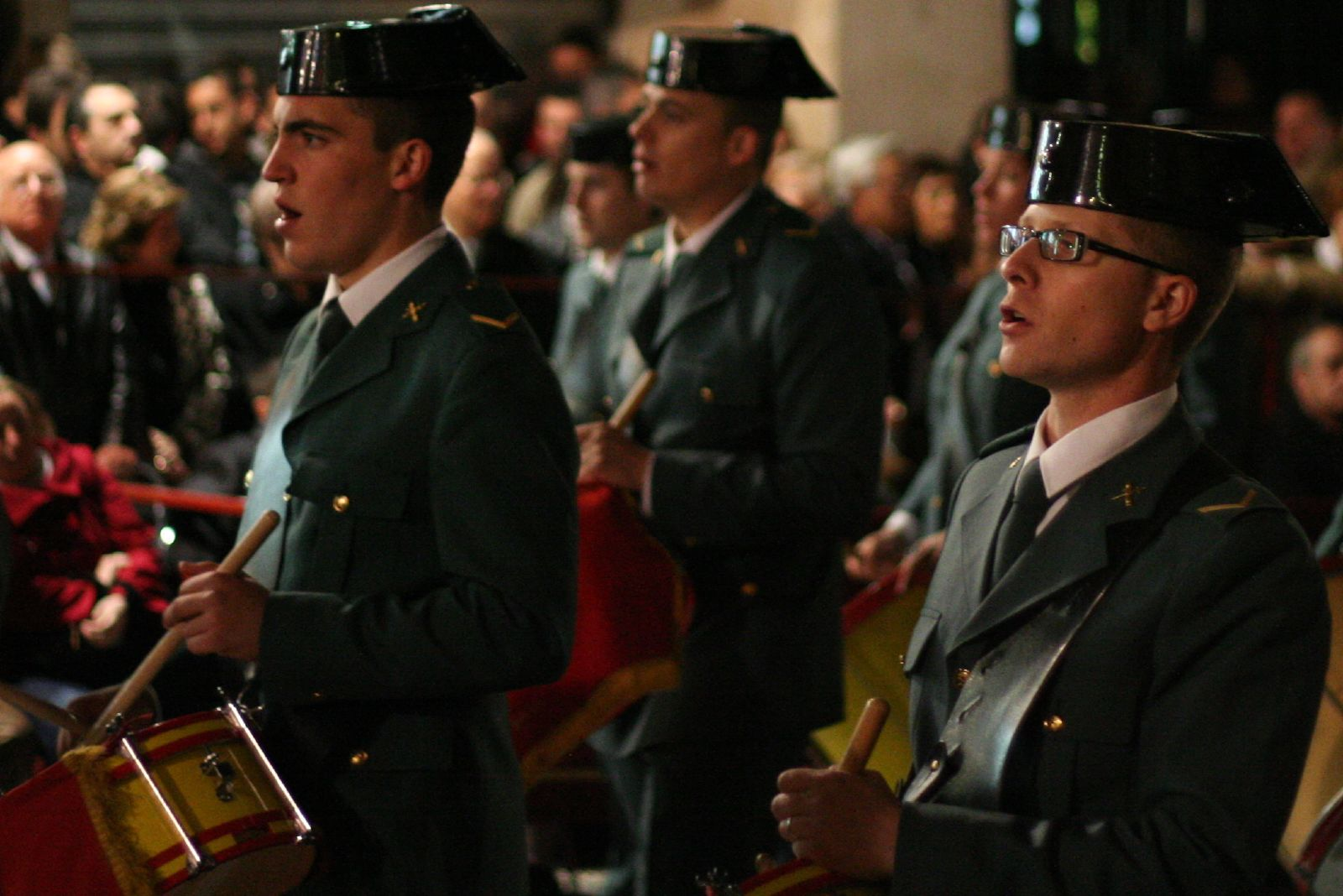
Miembros de la banda de la Guardia Civil en la procesión del Jueves Santo de 2008.

Tras finalizar la Guerra Civil, el Cuerpo de la Guardia Civil es nombrado Hermano Mayor Honorario y se convierte en decidido protector e impulsor de la cofradía. Actualmente, su procesión despierta un gran interés entre los devotos, ya que el paso es escoltado todos los años por miembros de la Benemérita, además de acudir la banda de cornetas y tambores de la Academia de la Guardia Civil de Baeza.

### Patronato
La cofradía lleva a cabo su acción benéfica a través del «Patronato de la Vera-Cruz», dedicado fundamentalmente a la enseñanza, una parcela en la que lleva muchos años trabajando en el «Colegio Monseñor Miguel Castillejo» y el «Centro de Estudios Militares "VERA-CRUZ"».

## Iconografía

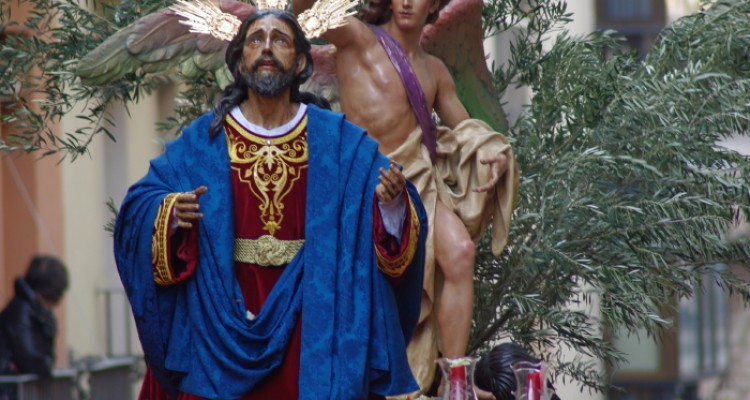
Oración en el Huerto.

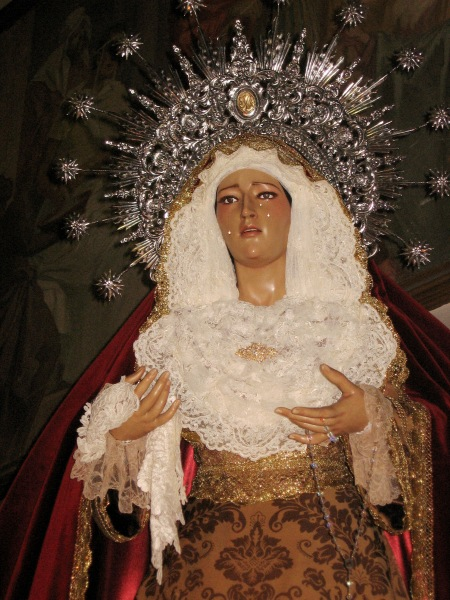
María Santísima de los Desamparados.

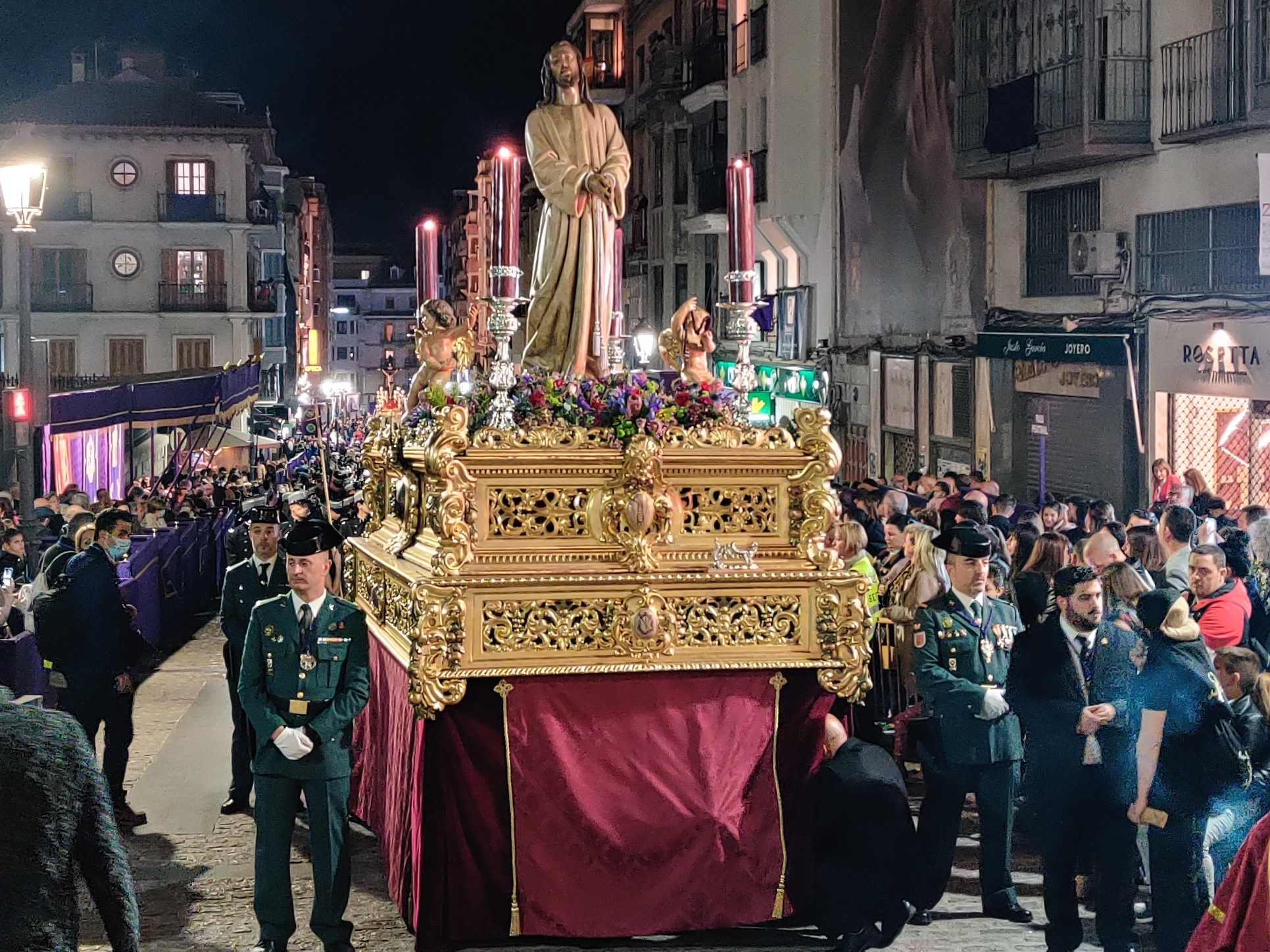
Jesús Preso.

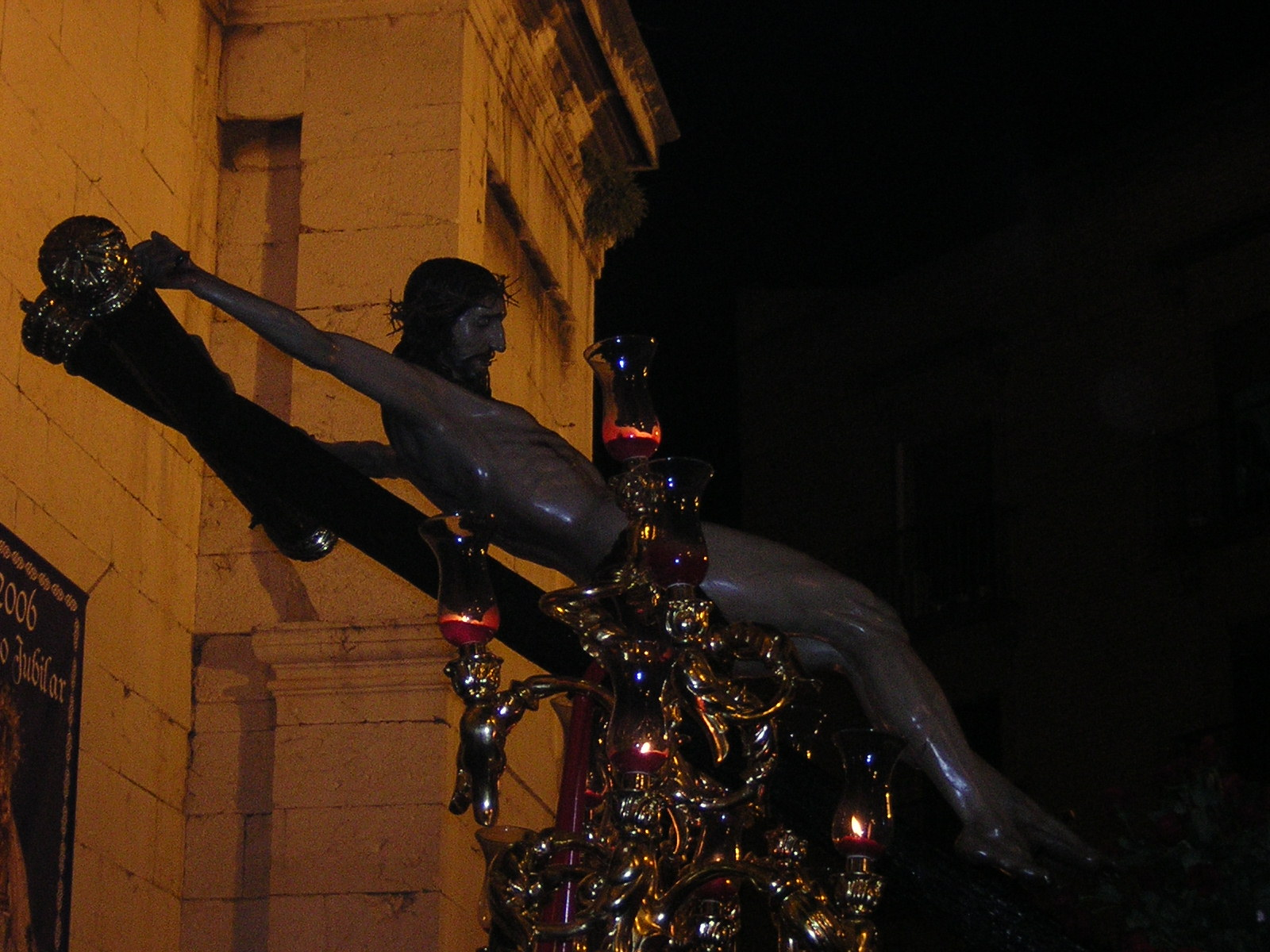
Santísimo Cristo de la Vera-Cruz a la entrada a su templo.

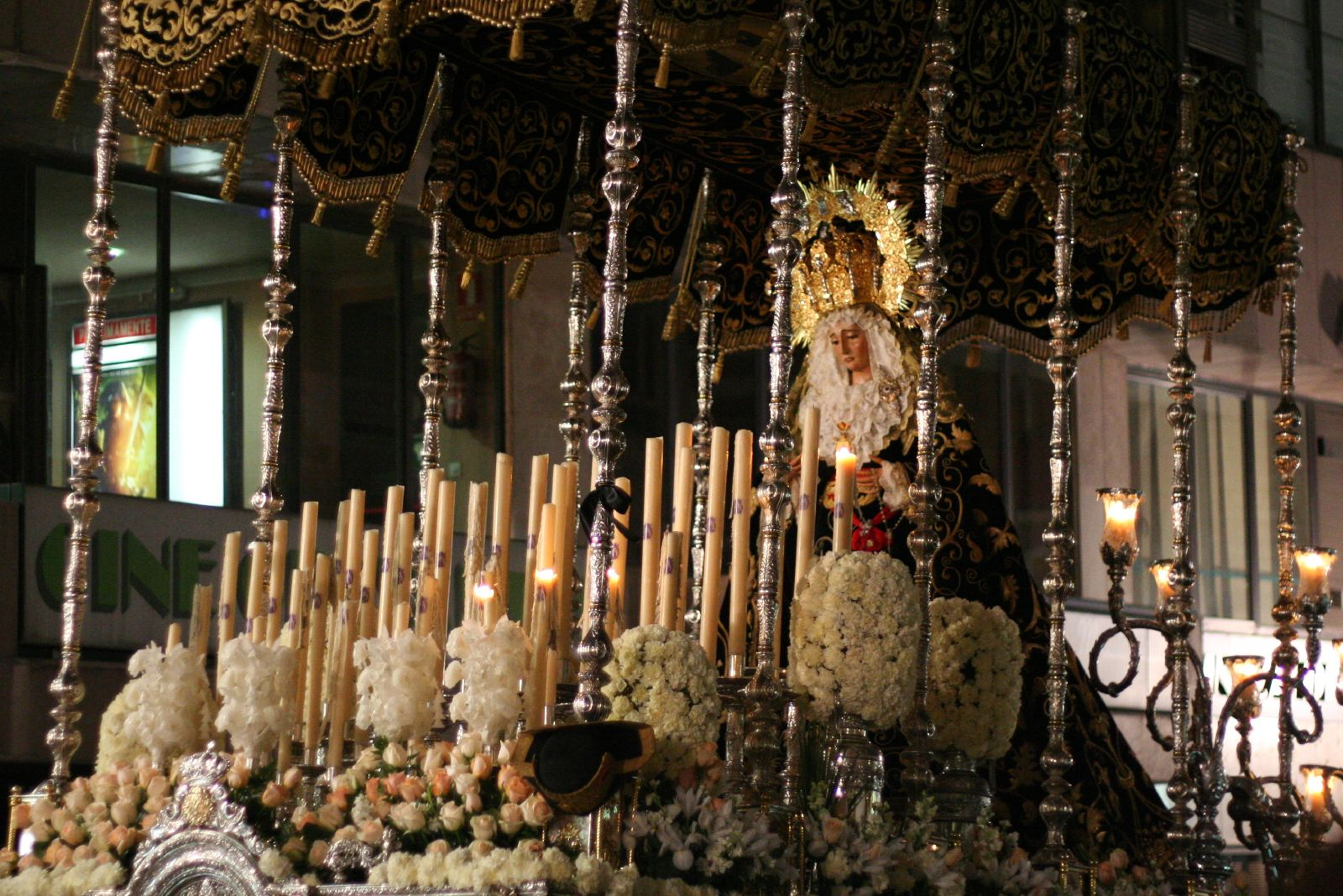
María Santísima de los Dolores.

Misterio de Jesús orando en el huerto
Representa a Jesús en el momento de su agonía en el huerto de Getsemaní, siendo reconfortado por un ángel que se sitúa a su siniestra, tras el olivo se encuentran tres Apóstoles, obra de Fernando Baldoy, que duermen mientras Cristo ora. Es obra anónima de 1918, reformada por Juan Abascal Fuentes en 1969. 
El paso es barroco pandorado, de peculiares formas del que brotan los candelabros que iluminan el conjunto. Está realizado por el escultor malagueño Francisco Palma Burgos en 1954. Fue fuertemente reformado en 2014.
María Santísima de los Desamparados
Es obra del escultor sevillano Ventura Gómez Rodríguez en 2007.
Jesús preso
Es obra de Vicente Matheu en 1943. Está realizada en madera policromada. Originalmente fue concebida como imagen de Jesús caminando sobre las aguas, aunque fue modificado durante su ejecución a como Jesús preso. Es una imagen de talla completa y de marcado hieratismo con las manos juntas.
El paso es barroco y pandorado de líneas rectas obra de Francisco Palma Burgos sobre un antiguo paso de la Hermandad del Baratillo (Sevilla), del que arrancan cuatro candelabros cimbreantes de siete puntos de luz cada uno, los cuales procesionaban antes en el paso de San Juan Evangelista.
Cristo de la Vera Cruz
Representa a Cristo muerto en la cruz, vencido por el peso de su cuerpo que pende de los clavos de las manos, presentando su anatomía rigidez y tensión en los músculos. Es una copia del granadino Cristo de la Misericordia de José de Mora, realizada por Domingo Sánchez Mesa en 1950.
No se conoce el autor del primer crucificado que tuvo la «Hermandad de la Santa Vera Cruz», si bien fue sustituido pocos años después por el que fue realizado por el escultor Salvador de Cuéllar. Este segundo era un Cristo muerto pero erguido, crucificado sobre tres clavos, anatomía marcada y la cabeza inclinada a la derecha. Presentaba postizos barrocos, peluca, enaguas bordadas y sudario triangular de flecos y bordados. La hermandad perdió esta imagen en la desamortización de Mendizábal. Tras el traslado a San Ildefonso, la hermandad veneró al crucificado conocido como el «Señor del Trueno», crucificado con el que se realizaban procesiones de rogativas en épocas de sequía. En una de ellas, al salir el crucificado por la puerta, un gran trueno trajo fuertes lluvias sobre la ciudad. Fue quemado en 1936 en un albergue de refugiados del frente cordobés, junto a otras imágenes.
Hasta 1942, la congregación procesionó crucificados prestados, como el Cristo de la Misericordia, actual Cristo de la Humildad de la Hermandad del Silencio; Cristo de las Misericordias, actual titular de la Cofradía de los Estudiantes, o el Cristo de la Clemencia de la cofradía homónima. Ese año, la hermandad encargó un crucificado a Miguel Jiménez Martos que procesionó de 1943 a 1949. Este Cristo se donó a la Iglesia de Santiago de Valdepeñas de Jaén como homenaje al capitán Santiago Cortés González y a la Guardia Civil.
Procesiona en un soberbio paso barroco compuesto por respiradero y canasto tallado y pandorado, obra de Antonio Sánchez. En los costeros del canasto destacan cuatro capillas, dos por costero, en las que se ubican pequeñas tallas de los evangelistas. Está iluminado por cuatro candelabros cimbreantes con siete guardabrisas cada uno, tallados en madera y pandorados.
María Santísima de los Dolores
Es obra de Domingo Sánchez Mesa en 1948. Muestra un rostro compungido de angustia pero aun así, sereno y contenido sobre el que resbalan cinco lágrimas.
El paso de palio está realizado en plata de ley en 1961 en los talleres de «Villareal» de Sevilla, mientras que los candelabros de cola y los arbotantes delanteros, también de plata, se realizaron en los talleres «Angulo» de Lucena en 1998. El manto bordado fue donado en 1944 por la Guardia Civil. Cobija a la Señora majestuoso palio azul marino con bordado a realce en oro, del que destaca el escudo de la Congregación en la bambalina frontal.
San Juan
Esta imagen, que anteriormente perteneció a la Hermandad de la Buena Muerte, nos muestra al Joven Evangelista y Apóstol, con la mano izquierda extendida como queriendo mostrar a Cristo Crucificado. Es talla completa, cuerpo y vestiduras. Es obra de Francisco de Pablo en 1929.
Procesionaba sobre paso barroco pandorado de líneas rectas, compuesto de respiradero y canasto, sobre el cual destacaba en la delantera el escudo de la congregación, y la inscripción JHS en cada una de las esquinas.

## Traje de estatutos
El traje de estatutos para la Oración del Huerto es una túnica y caperuz azul, fajín rojo y capa blanca. Para el palio es una túnica y caperuz rojo con capa y fajín blanco

## Sede

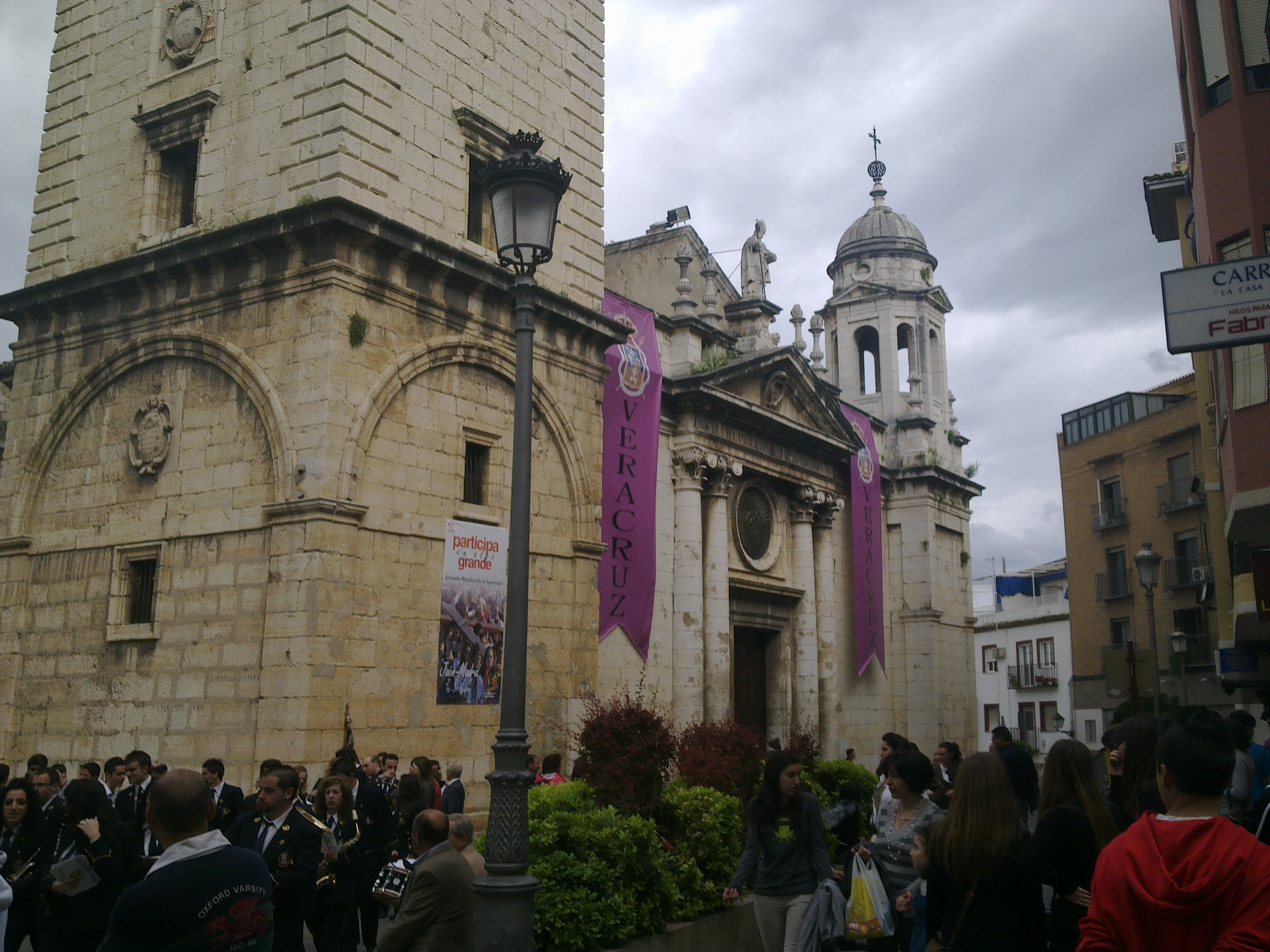
Vista de la Basílica de San Ildefonso tras la salida de la Vera Cruz.

Basílica de San Ildefonso.

## Patrimonio musical
- Jesús preso (Emilio Cebrián Ruiz, 1943)
- Stmo. Cristo de la Vera-Cruz (José Ángel González Hernández 1996)[13]
- A la Vera de tu Cruz (Francisco Jesús Serén García, 2007)
- Cristo de las Aguas (Pedro Ortiz Castillo, 2014)
- Orando en tu desamparo (Amador Jiménez, 2016)
- Tus Dolores presos en la Vera-Cruz (Francisco José Sánchez Sutil, 2016)

## Paso por la carrera oficial
| Predecesor: Hermandad de la Estrella                      | Orden de entrada en la carrera oficial (Domingo de Ramos) 4.o lugar | Sucesor: Hermandad de la Caridad (Lunes Santo) |
| Predecesor: Cofradía de la Buena Muerte (Miércoles Santo) | (Jueves Santo) 1.er lugar                                           | Sucesor: Hermandad de la Expiración            |